# Shooter's sandwich

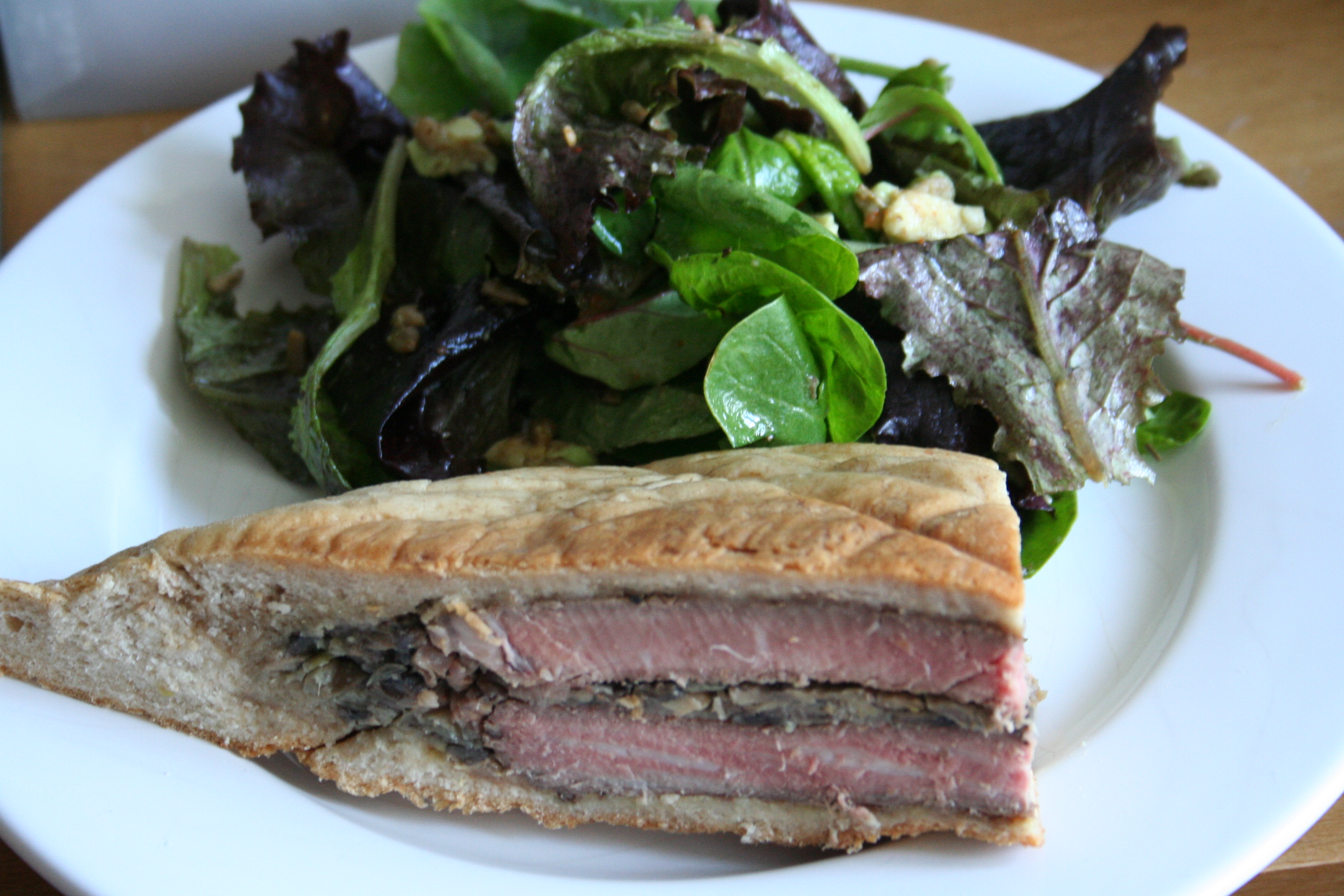
Shooter's sandwich avec de la salade.

Le shooter's sandwich est un sandwich à la viande préparé avec du steak cuit et des champignons. La préparation est ensuite placée dans un pain creusé, puis compactée.
Il est originaire d'Angleterre et remonte à l'époque édouardienne.
Ce sandwich se rapproche dans sa conception du bœuf Wellington.